# NGC 23

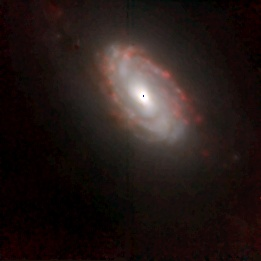
NGC 23 (photo prise par le télescope spatial Hubble)

NGC 23 est une galaxie spirale barrée située dans la constellation de Pégase. NGC 23 a été découverte par l'astronome germano-britannique William Herschel en 1784.

## Caractéristiques
Sa vitesse par rapport au fond diffus cosmologique est de 4 225 ± 24 km/s, ce qui correspond à une distance de Hubble de 62,3 ± 4,4 Mpc (∼203 millions d'al).
La classe de luminosité de NGC 23 est III et elle présente une large raie HI. De plus, elle renferme des régions d'hydrogène ionisé. NGC 23 est une galaxie dont le noyau brille dans le domaine de l'ultraviolet. Elle figure dans le catalogue de Markarian sous la cote Mrk 545 (MK 545). La luminosité de la NGC 23 dans l'infrarouge lointain (de 40 à 400 µm) est égale à 7,76 × 1010 {\displaystyle L_{\odot }} (1010,89{\displaystyle L_{\odot }}) et sa luminosité totale dans l'infrarouge (de 8 à 1 000 µm) est de 1,12 × 1011 {\displaystyle L_{\odot }} (1011,05{\displaystyle L_{\odot }}).
À ce jour, 17 mesures non basées sur le décalage vers le rouge (redshift) donnent une distance de 50,847 ± 11,600 Mpc (∼166 millions d'al), ce qui est à l'intérieur des valeurs de la distance de Hubble. Notons cependant que c'est avec la valeur moyenne des mesures indépendantes, lorsqu'elles existent, que la base de données NASA/IPAC calcule le diamètre d'une galaxie et qu'en conséquence le diamètre de NGC 23 pourrait être d'environ 46,6 kpc (∼152 000 al) si on utilisait la distance de Hubble pour le calculer.

## Supernova
La supernova SN 1955C a été découverte le 23 octobre 1955 dans NGC 23 par l'astronome américain Allan Sandage. Le type de cette supernova n'a pas été déterminé.

## Groupe de NGC 23
Les galaxies NGC 23 et NGC 26 sont dans la même région du ciel et selon l'étude réalisée par Abraham Mahtessian, elles forment une paire de galaxies. La base de données NASA/IPAC indique également que NGC 23 fait partie d'une paire de galaxie, sans toutefois identifier l'autre galaxie. D'autre part, NGC 23 fait partie du groupe de galaxie qui porte son nom. Le groupe de NGC 23 comprend au moins 6 autres galaxies : NGC 1, NGC 26, UGC 69, UGC 79, UGC 110 et UGC 127.

## Autres images de NGC 23

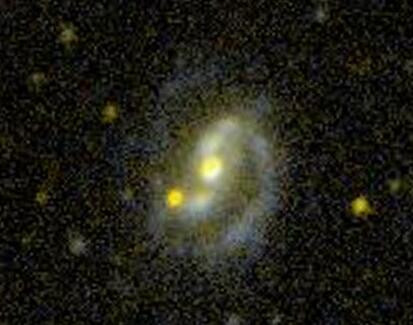
GALEX (ultraviolet)
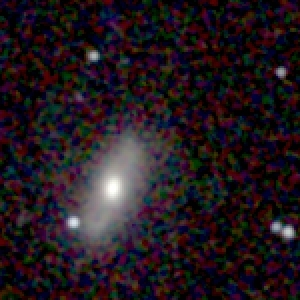
2MASS (proche infrarouge)